# Delbaran
Delbarān (farsi دلبران) è una città dello shahrestān di Qorveh, circoscrizione Centrale, nella provincia iraniana del Kurdistan. Aveva, nel 2006, 6.104 abitanti. 